# 山口県民歌
「山口県民歌」（やまぐちけんみんか）は、昭和時代戦前の日本において山口県で制定されていた県民歌である。作詞・渡辺世祐、補作・高野辰之、作曲・信時潔。

## 解説
1940年（昭和15年）の皇紀二千六百年記念行事の一環として歌詞を公募し、600点の応募作を基に萩市出身の歴史学者・渡辺世祐が作詞を行い、高野辰之が歌詞の補作、信時潔が作曲をそれぞれ依頼により手掛けて2月11日に山口県と山口市が共同で開催した建国祭式典で紀元二千六百年歌の奉唱に続いて初演奏が執り行われた。同年には日本コロムビアより霧島昇が歌唱するSPレコードが発売されている。

### 戦後の扱い
1945年（昭和20年）の太平洋戦争終結後、本曲は「奉公」「翼賛」「尊王」「共栄」など軍国主義を想起させる単語の多用を理由に連合国軍最高司令官総司令部（GHQ/SCAP）から演奏を禁じられたが1951年（昭和26年）には2代目「山口県民の歌」が歌詞の一般公募を経て大村能章の作曲で2曲同時に制定された。しかし、2曲の2代目「山口県民の歌」も10年余りしか存続せず1962年（昭和37年）には県成立90周年を記念して現行の3代目「山口県民の歌」が新たに制定された。県では3代目「山口県民の歌」の制定動機について「それまで県民歌が無かった」としており、初代「山口県民歌」と2代目「山口県民の歌」2曲の計3曲については存在自体が無かったものとして扱われている。なお、3代目「山口県民の歌」も初代と同じ信時潔が作曲を行っている。

## 歌詞
初代「山口県民歌」は歌詞・旋律とも著作権の保護期間を満了し、2016年（平成28年）1月1日よりパブリックドメインになっている。
1番の「百万一心」は長州藩の藩祖・毛利元就の故事に由来するが、1931年（昭和6年）に作られた「防長青年歌」（作詞・大谷剛、作曲・信時潔）の歌詞にも「天行健なり 百万一心」との一節があり、しばしば初代「山口県民歌」と混同される。